# Webberville (Michigan)
Webberville – wieś w Stanach Zjednoczonych, w stanie Michigan, w hrabstwie Ingham.